# إدوارد جوشوا كوبر
إدوارد جوشوا كوبر (بالإنجليزية: Edward Joshua Cooper )‏ (و. 1798 – 1863 م) هو سياسي، وعالم فلك من جمهورية أيرلندا . وكان عضواً في الجمعية الملكية (منذ 2 يونيو 1853) .
توفي عن عمر يناهز 65 عاماً.

## مناصب
تولى منصب عضو البرلمان في المملكة المتحدة .

## التعليم
تعلم في كلية إيتون، وكنيسة المسيح، أكسفورد